# Currie Cup First Division 2011
La Currie Cup First Division de 2011 fue la decimotercera edición de la segunda división del rugby provincial de Sudáfrica.
El campeón fue el equipo de Boland Cavaliers quienes obtuvieron su quinto campeonato.

## Sistema de disputa
El torneo se disputó en formato liga donde cada equipo se enfrentó a los equipos restantes, luego los mejores cuatro clasificados disputaron semifinales y final.

## Clasificación
| Pos. | Equipo                 | Encuentros | Encuentros | Encuentros | Encuentros | Tantos | Tantos | Tantos | PB | PB | Puntos |
| Pos. | Equipo                 | PJ         | PG         | PE         | PP         | F      | C      | Dif    | BO | BD | Puntos |
| ---- | ---------------------- | ---------- | ---------- | ---------- | ---------- | ------ | ------ | ------ | -- | -- | ------ |
| 1.º  | Boland Cavaliers       | 10         | 9          | 0          | 1          | 473    | 187    | +286   | 9  | 1  | 46     |
| 2.º  | Eastern Province Kings | 10         | 9          | 0          | 1          | 403    | 236    | +167   | 6  | 0  | 42     |
| 3.º  | Valke                  | 10         | 4          | 0          | 6          | 286    | 398    | -112   | 5  | 0  | 21     |
| 4.º  | Griffons               | 10         | 2          | 0          | 8          | 280    | 366    | -86    | 6  | 4  | 18     |
| 5.º  | SWD Eagles             | 10         | 3          | 0          | 7          | 298    | 396    | -98    | 3  | 1  | 16     |
| 6.º  | Border Bulldogs        | 10         | 3          | 0          | 7          | 256    | 413    | -157   | 3  | 1  | 16     |

|  | Semifinalistas. |

### Semifinales
| 7 de octubre | Boland Cavaliers | 50 - 20 | Griffons |  |  |

| 7 de octubre | Eastern Province Kings | 48 - 17 | Valke |  |  |

### Final
| 14 de octubre | Boland Cavaliers | 43 - 12 | Eastern Province Kings | Boland Stadium, Wellington |  |

| Bandera de Sudáfrica     |
| Campeón Boland Cavaliers |
| Quinto título            |